# Imre Krisztián
Imre Krisztián (Szeged, 1991. január 31. –) magyar színész.

## Életpályája
Szülővárosában járt általános és középiskolába, majd a helyi egyetemen tanult másfél évet. Két évig tanult a Nemes Nagy Ágnes Művészeti Szakgimnáziumban. 2014–2019 között a Színház- és Filmművészeti Egyetem hallgatója volt.
2019-től a székesfehérvári Vörösmarty Színház tagja. A Nemes Nagy Ágnes Művészeti Szakgimnázium óraadó tanára, színészmesterséget oktat.

## Fontosabb színházi szerepei
- Adáshiba (Emberfi, Játékszín, 2022)
- Az öreg hölgy látogatása (Az Orvos, Vörösmarty Színház, 2022)
- Az ember tragédiája 2.0 (Lucifer, Paul Picasso, Az Úr, Fegyveres, Vörösmarty Színház, 2021)
- Fame – A hírnév ára (Jose, Vörösmarty Színház, 2021)
- Diótörőcske (Ólomkatona, Vörösmarty Színház, 2021)
- Egérfogó (Christopher Wren, Vörösmarty Színház, 2021)
- Trianon (Seton-Watson, Robert William; Teleki Pál, Vörösmarty Színház, 2020)
- Az a szép, fényes nap (Emp, Vörösmarty Színház, 2020)
- Bonnie és Clyde (Buck, Margitszigeti Szabadtéri Színpad, 2019)
- Romeo és Júlia (Péter, Vörösmarty Színház, 2019)
- A Pál utcai fiúk (Áts Feri, Vörösmarty Színház, 2017)

## Filmjei
- Tóth János (sorozat, 2018)
- Ítélet és kegyelem (2021)

## Díjai, elismerései
- Máthé Erzsi Alapítvány díja (2019)[7]